# Moïse Kandé
Pour les articles homonymes, voir Kande (homonymie).
Moïse Kandé est un footballeur international mauritanien,  né le 1er août 1978.
Il commence sa carrière de joueur en CFA, il intègre pour la première fois le niveau National avec le Nîmes Olympique pendant quatre saisons.
Il s'engage ensuite avec l'US Orléans, avant de partir pour la 1re division Chypriote au sein de l'effectif de l'AEL Limassol.
En 2008, il signe avec un club tout juste promu en 2e division chypriote : PAEEK.
International mauritanien, il joua plusieurs matches sans toutefois décrocher une qualification dans les compétitions internationales.

## Palmarès
- Coupe de France de football
  - Demi-finaliste : 2005 avec le Nîmes Olympique